# Grottbergets naturreservat
Grottbergets naturreservat är ett svenskt naturreservat i Södertälje kommun i Stockholms län. Området är även ett Natura 2000-område. Området blev ett Natura 2000-område tack vare förekomsten av klippvegetation på silikatrika bergssluttningar, samt mossarten grön sköldmossa. Reservatet är 5,3 ha stort, varav 0,3 ha vatten. Mitt i reservatet finns en fornborg. Grottberget är naturreservat sedan 1996.

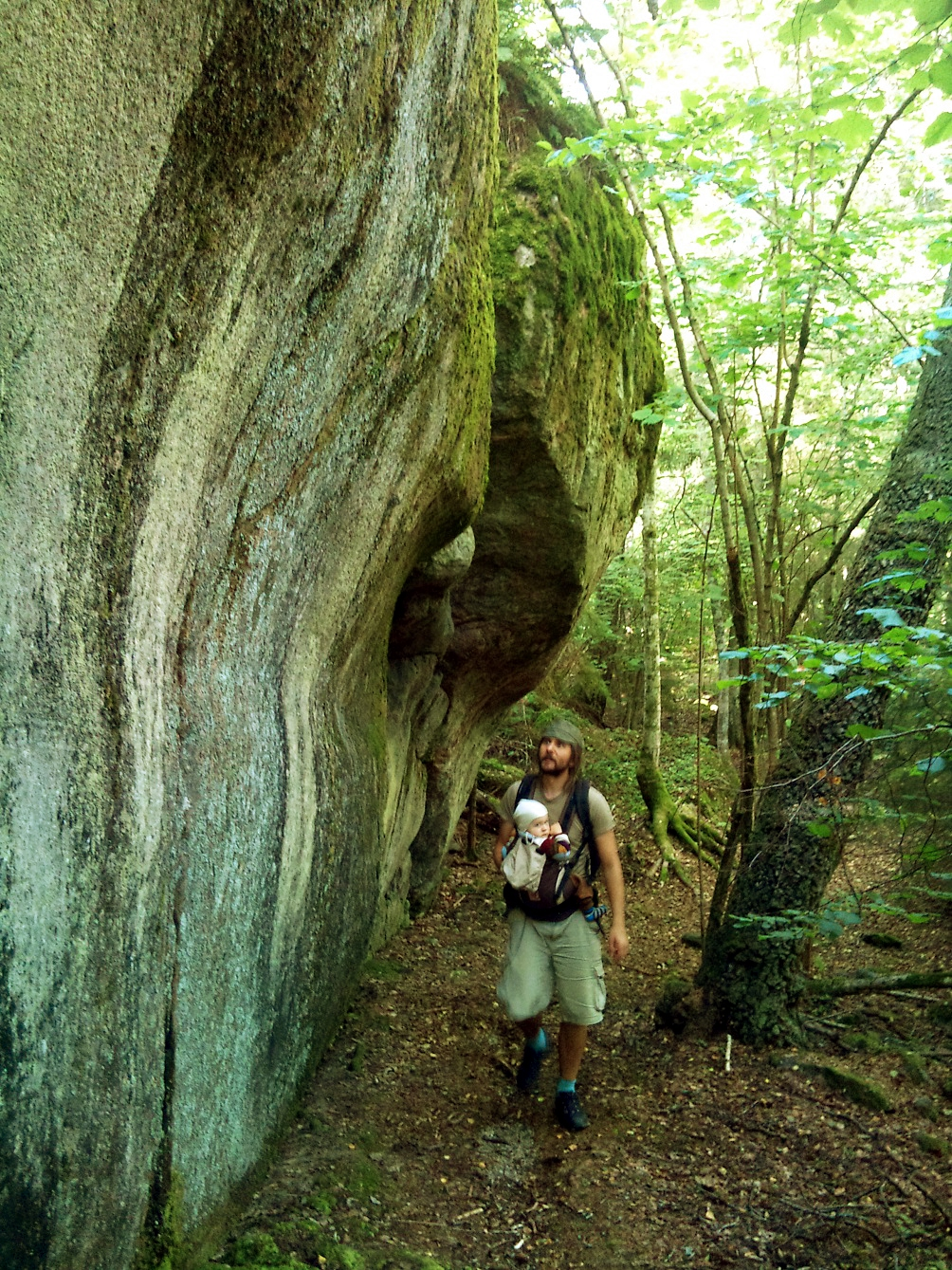